# Собремонте (департамент)
Департамент Собремонте  (исп. Departamento de Sobremonte) — департамент в Аргентине в составе провинции Кордова.
Территория — 3307 км². Население — 4591 человек. Плотность населения — 1,40 чел./км².
Административный центр — Сан-Франсиско-дель-Чаньяр.

## География
Департамент расположен на севере провинции Кордова.
Департамент граничит:
- на севере — с провинцией Сантьяго-дель-Эстеро
- на востоке — с департаментом Рио-Секо
- на западе и юге — с департаментом Тулумба

## Административное деление[2]
| Муниципалитеты - Сан-Франсиско-дель-Чаньяр | Коммуны - Каминьяга - Чунья-Уаси - Посо-Нуэво |

## Важнейшие населенные пункты[3]
| № | Населённый пункт          | Населённый пункт (исп.)  | Категория | Население чел. (2010) | На карте                        |
| - | ------------------------- | ------------------------ | --------- | --------------------- | ------------------------------- |
| 1 | Сан-Франсиско-дель-Чаньяр | San Francisco del Chañar | город     | 2256                  | 29°47′17″ ю. ш. 63°56′35″ з. д. |
| 2 | Каминьяга                 | Caminiaga                | поселок   | 282                   | 30°04′06″ ю. ш. 64°03′08″ з. д. |
| 3 | Посо-Нуэво                | Pozo Nuevo               | поселок   | 130                   | 29°34′45″ ю. ш. 64°06′07″ з. д. |
| 4 | Чунья-Уаси                | Chuña Huasi              | поселок   | 17                    | 29°56′07″ ю. ш. 64°06′49″ з. д. |